# Christina Sawaya
Christina Sawaya (en árabe: كريستينا صوايا‎) es una cantante, actriz y presentadora de televisión libanesa que ganó el concurso de belleza Miss Internacional 2002. Anteriormente fue coronada Miss Líbano 2001.

## Vida y carrera
Christina Sawaya nació el 16 de agosto de 1980 en Beirut (Líbano). Tiene una licenciatura en Economía y Negocios de la Universidad Americana de Beirut.
El 15 de noviembre de 2003 se casó con Tony Baroud, una personalidad de los medios y jugador de baloncesto. Tuvo dos hijos con él. El 23 de abril de 2014, se divorciaron amistosamente.

### Concursos de belleza
Antes de ganar Miss Líbano fue coronada Miss Universidades en 1998 y Modelo más bella del año en 1999.
Ganó Miss Líbano 2001 el 21 de septiembre de ese año. Tras ganar, ella pasó a representar al país en Miss Mundo 2001 en Sun City (Sudáfrica), donde no clasificó. También debía competir en Miss Universo 2002 en San Juan (Puerto Rico) pero se retiró debido a su apoyo a la Segunda Intifada, afirmando que no podía competir con Miss Israel 2002, Yamit Har-Noy en el concurso. Finalmente, fue coronada Miss Internacional 2002 en Tokio (Japón), convirtiéndose en la primera mujer de Oriente Medio en ganar Miss Internacional.